# Hyundai i30
El Hyundai i30 es un automóvil de turismo del segmento C producido por el fabricante surcoreano Hyundai Motor Company desde el año 2007. Es un cinco plazas con motor delantero transversal y tracción delantera, que acompaña al Hyundai Elantra en el mercado europeo y lo complementa en otros países.
El i30 es el modelo de la marca que estrena la nueva nomenclatura, compuesta por una "i" minúscula, un dígito y un cero. El segundo modelo en usarla es el Hyundai i10, que pertenece al segmento A y reemplaza al Hyundai Atos.

## Primera generación (2007-2012)
La primera generación del i30 se desarrolló en paralelo con el Kia Cee'd I, con el que comparte plataforma y mecánica. Se ofrece con carrocerías hatchback y familiar de cinco puertas, que se presentaron oficialmente respectivamente en los salones del automóvil de Ginebra y Seúl de 2007. Según el mercado, el familiar se llama "Elantra Touring" o "i30 CW" (por "Crossover Wagon").
Los motores gasolina son un 1.4 litros de 109 CV, un 1.6 litros de 122 CV y un 2.0 litros de 143 CV, mientras que los diésel son un 1.6 litros de 90 o 115 CV y un 2.0 litros de 140 CV. Todos ellos son de cuatro cilindros en línea y poseen cuatro válvulas por cilindro. Los gasolina son todos atmosféricos y tienen inyección indirecta, y los diésel incorporan turbocompresor de geometría variable, inyección directa con alimentación por common-rail e intercooler. El i30 existe con una caja de cambios manual de cinco o seis marchas, y con una automática de cuatro marchas.

### Motorizaciones
| Gasolina     | Gasolina                     | Gasolina     | Gasolina            | Gasolina                         | Gasolina                               |
| Modelo       | Motorización                 | Potencia/rpm | Torque/rpm          | 0–100 km/h (manual / automático) | Velocidad máxima (manual / automático) |
| ------------ | ---------------------------- | ------------ | ------------------- | -------------------------------- | -------------------------------------- |
| 1.4          | 1396 cm³ (77 mm x 74.99 mm)  | 109 CV /6200 | 137.2 Nm /5000      | 12.6s / -                        | 187 km/h / -                           |
| 1.6          | 1591 cm³ (77 mm x 85.44 mm)  | 126 CV /6300 | 154.0 Nm /4200      | 11.1s / 12.1s                    | 192 km/h / 183 km/h                    |
| 2.0          | 1975 cm³ (82 mm x 93.5 mm)   | 145 CV /6000 | 186 Nm /4600        | 10.6s / 10.6s                    | 205 km/h / 195 km/h                    |
| Diésel       |                              |              |                     |                                  |                                        |
| Modelo       | Motorización                 | Potencia/rpm | Torque/rpm          | 0–100 km/h (manual / automático) | Velocidad máxima (manual / automático) |
| 1.6 CRDi     | 1582 cm³ (77.2 mm x 84.5 mm) | 90 CV /4000  | 235.0 Nm /1750-2500 | 14.9s / -                        | 172 km/h / -                           |
| 1.6 CRDi     | 1582 cm³ (77.2 mm x 84.5 mm) | 116 CV /4000 | 255.0 Nm /1900-2750 | 11.6s / 12.8s                    | 188 km/h / 180 km/h                    |
| 1.6 CRDi U2* | 1582 cm³ (77.2 mm x 84.5 mm) | 128 CV /4000 | 260.0 Nm /1900-2750 |                                  |                                        |
| 2.0 CRDi     | 1991 cm³ (83 mmx 92 mm)      | 140 CV /3800 | 304.0 Nm /1900-2500 | 10.3s / -                        | 205 km/h / -                           |

## Segunda generación (2012-2017)
La segunda generación del i30 salió a la venta en febrero de 2012. Existe con carrocerías hatchback de tres y cinco puertas, y familiar de cinco puertas.
Se puede elegir entre tres motores de gasolina —1.4i MPI de 100 CV y 1.6 GDI de 135 CV y 1.6 T-GDi de 186 CV- y otros tres diésel —1.4 CRDi de 90 CV y 1.6 CRDi de 110 o 128 CV—. Todas las versiones llevan de serie una caja de cambios manual de seis velocidades, aunque opcionalmente las dos variantes diésel más potentes pueden tener una transmisión automática de igual número de relaciones. Tiene unas buenas reacciones en los motores gasolina tanto en potencia como en consumo en relación con la diferencia de CV en las motorizaciones.

## Tercera generación (2017-presente)
Hyundai lanzaba al mercado este nuevo vehículo totalmente remodelado rompiendo la estética anterior aportando madurez a sus líneas y compitiendo directamente con los rivales del segmento.
En esta ocasión montará una pantalla táctil de 8 pulgadas sobre el salpicadero.
De mano de la firma surcoreana Hyundai apuesta por la nueva motorización turbo-gasolina denominada T-GDi que parte desde los motores 1.5DPI (110CV - 144Nm)  1.0 (120CV - 171Nm) hasta el 1.4 T-GDi (140CV - 242Nm) conservando además el afianzado motor diésel CRDi de 1.6 (136CV - 300Nm).
Con esta carrocería la firma anunciaba su versión más radical hasta la fecha, denominada i30 N y un motor especialmente diseñado con una entrega de 250 CV. Luego también dispone de una versión N Performance que lo lanza hasta los 275cv. Ambos cuentan con tracción delantera y con diferencial de deslizamiento limitado.
En esta versión la carrocería crece, con unos pasos de rueda ensanchados, paragolpes más prominentes y una altura rebajada en 4 mm (7 mm en la versión Performance).
Al color Performance Blue exclusivo de esta versión se añaden detalles en negro (faros, paragolpes o taloneras) y contrastes en rojo en los extremos inferiores tanto delante como detrás. El i30 N se beneficia de una buena dosis de ayudas como el control electrónico de Estabilidad ESC (desconectable) en curvas, generador de sonido electrónico para enfatizar artificialmente el carácter acústico y optando por el paquete Performance opcional: diferencial de deslizamiento limitado E-LSD y válvula de escape variable (para regular el nivel sonoro).
El equipamiento de seguridad incorpora frenada autónoma de emergencia, alerta de atención del conductor, asistente de mantenimiento de carril, reconocimiento de señales, asistente de luces de carretera, también tiene una nueva configuración centrada en hacer disfrutar a quien se siente detrás del volante de nueva factura.
En la consola monta una pantalla táctil de 5 pulgadas de serie (opcionalmente de 8 pulgadas) con gráficas de potencia, par y turbo, asientos deportivos con tapicería en ante/cuero o tela, costuras en azul, logotipo característico 'N', palanca de cambios especial y un panel de instrumentos con indicador de cambio de marcha y zona roja regulable complementan el habitáculo. Tiene 1.400 kg DIN de peso (1.429 kg DIN el performance), con una aceleración de 0-100 km/h entre 6,4 a 6,1 segundos y una velocidad máxima limitada de 250 Kmh.